# Џон Хауард
Џон Винстон Хауард (енгл. John Winston Howard; 26. јул 1939) аустралијски је политичар који је обављао функцију премијера Аустралије од 1996. до 2007. године. Један је од премијера Аустралије који су се најдуже задржали на тој позицији. У влади Малколма Фрејзера био је министар финансија, а затим је обављао дужност министра пословних и потрошачких питања. У два наврата је био лидер Либералне странке.